# 大阪市特別顧問スタッフ
大阪市特別顧問スタッフ（おおさかしとくべつこもんすたっふ）は、大阪市長により委嘱され、市長または特別顧問の特命事項について企画立案、調査等を担う職員のこと。

## 概要
2011年に大阪市長に就任した橋下徹が数ヶ月で20人近い著名人を特別顧問として抜擢し、その特別顧問の業務を支えるスタッフが必要となったことから、2012年（平成24年）1月19日に全国に公募された。
合計75人の応募があり、選考の結果、現役の若手官僚ら数人が合格し、初代特別顧問スタッフとして、法務官僚が2012年7月1日より着任した。
橋下は、「エリートが集まる霞が関のメンバーが『大阪でやってやるか』と思ってくれたのはありがたい」と話していた。

## 職務内容
市長または特別顧問の特命事項について企画立案、調査等を担う。

## 応募資格
1. 大阪市での新たな取組みに参画する志と、そこで貢献するに足る見識・業務経験等を有する方[要出典]
2. 地方公務員法第16条（欠格条項）に該当しない方